# جيلكو سيموفيتش
جيلكو سيموفيتش (هانغل: 젤리코 시모비치) هو لاعب كرة قدم ومدرب كرة قدم كوري جنوبي في مركز الهجوم، ولد في 2 فبراير 1967 في جمهورية يوغوسلافيا الاشتراكية الاتحادية. لعب مع إثنيكوس وباس جيانينا ونادي بانيتوليكوس ونادي بريست ونادي بوسان أي بارك ونادي تشوكاريتشكي ونادي كافالا.

## وصلات خارجية
- جيلكو سيموفيتش على موقع دوري كوريا الجنوبية (الإنجليزية)
- جيلكو سيموفيتش على موقع عالم كرة القدم.نت (الإنجليزية)